# Grallipeza unifasciata
Grallipeza unifasciata är en tvåvingeart som beskrevs av Fabricius 1805. Grallipeza unifasciata ingår i släktet Grallipeza och familjen skridflugor. Inga underarter finns listade i Catalogue of Life.